# Kroměřížská výzva
Hledáme prezidenta s podtitulem Kroměřížská výzva je petiční iniciativa z 21. května 2016. Začíná slovy: „My, občané ze všech koutů České republiky, vyzýváme všechny odpovědné lidi naší země ke společné akci při volbě příštího prezidenta.“ Text varuje před zvratem od demokratického vývoje k autoritativní formě vlády populistů a posunem země do sféry vlivu nedemokratických režimů neuznávajících hodnoty svobody a lidské důstojnosti. Podle výzvy stojí Česká republika v bodu zlomu, na křižovatce Západ nebo Východ, demokracie nebo autoritativní režim, prosperita nebo chudoba. Hlavní část textu výzvy definuje požadavky na budoucího prezidenta a formuluje principy veřejné diskuse, ze které by návrh na takového kandidáta měl vzejít. Kolem Kroměřížské výzvy se zformoval okruh osob, které jménem Kroměřížské výzvy vydávají další texty, vyjadřují se a pořádají akce. 

## Aktivisté a signatáři
Ačkoliv výzva je datovaná 21. května 2016, podle seznamu signatářů na webu výzvy ji jako první podepsal František Hrdina, důchodce z Olomouckého kraje, již 20. května 2016. 18. listopadu 2016 uváděl web téměř 10 400 signatářů.
Jako mluvčí výzvy byl v jednom novinovém článku označen filosof Václav Němec (na webu Výzvy není o ustanovení žádných mluvčích zmínka), jako hlavní signatáři a reprezentanti Kroměřížské výzvy byli jmenováni například Michael Kocáb či Jan Kalvoda.  17. listopadu 2016 byl na webu Kroměřížské výzvy bez bližšího vysvětlení zveřejněn abecedně řazený seznam 31 osob nadepsaný „Lidé Kroměřížské výzvy“. Mezi jmenovanými jsou kromě Václava Němce, Michaela Kocába a Jana Kalvody Michael Žantovský, Petr Pithart, Jan Ruml, Daniel Kroupa, Hana Marvanová, dále Michal Bosák, Tomáš Benda, Luboš Drobík, Jan Hartl, Martin Hausenblas, Lumír Kantor, Karel Karika, Hana Konvalinková, Jiří Kotek, Petr Koubek, Michal Majzner, Ludmila Ministrová, Tomáš Paterný, Zdeněk Papoušek, Jakub Peszynski, Tomáš Peszynski, Jakub Pitron, Ivana Plíhalová, Břetislav Rychlík, Jan Samohýl, Monika Suchánková, Jiří Šesták a Jan Štern.
V článku z poloviny prosince 2016 byl jako mluvčí výzvy opět jmenován Václav Němec. Dále byl v iDnes.cz citován Jakub Pitroň, který prý počtem signatářů 11 tisíc argumentoval proti názoru, že by spojení s Kroměřížskou výzvou bylo pro kandidáty nevýhodné.

## Doporučení kandidáti
Podle zprávy ze začátku září 2016 Kroměřížská výzva hlasováním 2200 signatářů vybrala 25 jmen kandidátů, z nichž jako nejvhodnější byl vyhodnocen Michal Horáček, na druhém místě se umístil Tomáš Halík, na třetím Šimon Pánek, na čtvrtém Jan Švejnar a na pátém Petr Kolář. Michal Horáček však již dříve řekl, že s Kroměřížskou výzvou nechce mít nic společného, a Tomáš Halík odmítl na prezidenta kandidovat. Petr Kolář uvedl, že si velmi váží toho, že se v průzkumu objevilo i jeho jméno, že mu to lichotí a pokládá to za čest a že Kroměřížskou výzvu bere velmi vážně a její východiska jsou mu velmi blízká. Vybraných 25 osobností chtělo vedení Kroměřížské výzvy oslovit s dotazem, zda by byly ochotny kandidovat s její podporou.
K 18. listopadu 2016 web výzvy obsahuje seznam dvou doporučených kandidátů na funkci prezidenta republiky. Prvním je Petr Kolář, „Ambassador (ret.)“ a „Senior Advisor“, druhým je poslanec Evropského parlamentu Jiří Pospíšil (který v průzkumové anketě byl na 13. místě).
15. prosince 2016 Kroměřížská výzva vypustila zprávu, že jako další dva adepty prezentuje Pavla Fischera, ředitele STEM, bývalého poradce prezidenta Havla a bývalého velvyslance ve Francii, a Marka Hilšera, lékaře a vysokoškolského pedagoga. Oba vybraní vyjádřili ke Kroměřížské výzvě sympatie. Marek Hilšer se dále vyjádřil: „Kdo řekne, že Kroměřížská výzva je polibkem smrti, tak pohrdá těmi občany, kteří se pod ni podepsali.“ Na stránce „Naši kandidáti“ na webu výzvy však 15. prosince 2016 tito dva adepti nebyli uvedeni.

## Další aktivity
Ačkoliv na stránce „Kdo jsme“ neuvádějí autoři webu Kroměřížské výzvy žádnou oficiální strukturu ani orgány, mluvčí nebo zmocněnce své iniciativní skupiny, v sekci „Aktuálně“ zveřejňují jakožto aktivity Kroměřížské výzvy různé dopisy, prohlášení či výzvy podepsané různými skupinami osob. 
K 23. říjnu 2016 aktivisté Kroměřížské výzvy datovali „Otevřený dopis předsedům všech poslaneckých klubů obou komor Parlamentu ČR“, který „za iniciativu Kroměřížská výzva“ podepsali Jiří Šesták, Václav Němec a Jan Kalvoda. V něm vyzvali adresáty k neprodlenému svolání společné mimořádné schůze Poslanecké sněmovny a Senátu v reakci na prohlášení čtyř ústavních činitelů, kteří vyjádřili 18. října 2016 jménem republiky loajalitu Čínské lidové republice a distancovali se od setkání ministra Daniela Hermana s dalajlámou Tändzinem Gjamccho 18. října 2016, o něž se intenzivně zajímala čínská velvyslankyně v Praze. Prohlášení čtyř označili podepsaní aktivisté Kroměřížské výzvy za svévolný zahraničně politický krok exekutivy, který odporuje preambuli české ústavy. Podle následné novinářské interpretace aktivisté Kroměřížské výzvy vyzvali k ústavnímu stíhání prezidenta republiky Miloše Zemana pro hrubé porušení ústavy, kterého se měl dopustit tím, že podepsal toto prohášení ústavních činitelů. Výzva žádá odpovědné orgány, aby prověřily podezření, zda za chováním čtyř nejvyšších ústavních činitelů nebylo chystané skryté financování politických kampaní, ať už stranické či prezidentské (s podezřením, že ČLR skrytě financuje volební kampaň, přišel novinář Českého rozhlasu Petr Nováček). Podle Jana Kalvody prezident nebyl zmocněn vládou k zastupování státu navenek způsobem, jakým to spolu s předsedou vlády a předsedy obou komor parlamentu Janem Hamáčkem a Milanem Štěchem udělal. Podle Kalvody došlo k porušení principu dělby moci, jehož smyslem je kontrola výkonu politické moci. Společné jednání obou komor parlamentu je předvídáno jen v podobě společné schůze obou komor, nikoli společného prohlášení jejích předsedů.
K 28. říjnu 2016 bylo zveřejněno prohlášení „Podporujeme prohlášení herců a divadel“, v němž 14 osob „za Kroměřížskou výzvu“ podporuje prohlášení herců a divadel, která byla zveřejněna pod názvy „Týdny občanského neklidu“  a „Nemůžeme mlčet!“.
Na 17. listopadu 2016 avizoval web Kroměřížské výzvy na Václavské náměstí Koncert pro budoucnost.

## Útlum činnosti
Po prezidentských volbách protagonisté výzvy nevyvíjeli žádnou veřejnou činnost - neposílali informační emaily signatářům, nepořádali a nezvali na veřejné akce. Webové stránky změnily k 11.7.2019 majitele a teď na nich je e-shop s botami. Jediná aktivita probíhá na facebookové stránce, kde zvou na cizí byť názorově spřízněné akce.